# Amin Younes
Amin Younes, né le 6 août 1993 à Düsseldorf, est un footballeur international allemand, qui évolue au poste de milieu offensif ou d'attaquant à Schalke 04. Il fait partie du Club des Cent.

## Biographie
Amin Younes est un footballeur international allemand d'origines libanaises, qui a pris sa retraite après une dernière expérience à Utrecht en 2023 après 11 ans de carrière. Il est né le 6 août 1993 à Düsseldorf en Allemagne.

## Palmarès

### En club
Ajax Amsterdam
- Vice-champion de l'Eredivisie en 2016 et 2017
- Finaliste de la Ligue Europa en 2017

 SSC Naples
- Vice-champion de Serie A en 2019
- Vainqueur de la Coupe d'Italie en 2020

### En équipe nationale
Avec l'équipe d'Allemagne
- Vainqueur de la Coupe des confédérations en 2017

## Statistiques

### En club
Le tableau ci-dessous récapitule les statistiques d'Amin Younes lors de sa carrière en club :

| Saison                | Club                       | Championnat           | Championnat | Championnat | Coupe(s) nationale(s) | Coupe(s) nationale(s) | Compétition(s) continentale(s) | Compétition(s) continentale(s) | Compétition(s) continentale(s) | Total | Total |
| Saison                | Club                       | Division              | M.          | B.          | M.                    | B.                    | Comp.                          | M.                             | B.                             | M.    | B.    |
| 2011-2012             | Borussia M'gladbach        | Bundesliga            | 1           | 0           | -                     | -                     | -                              | -                              | -                              | 1     | 0     |
| 2012-2013             | Borussia M'gladbach        | Bundesliga            | 11          | 1           | -                     | -                     | C3                             | 2                              | 0                              | 13    | 1     |
| 2013-2014             | Borussia M'gladbach        | Bundesliga            | 14          | 0           | -                     | -                     | -                              | -                              | -                              | 14    | 0     |
| Sous-total            | Sous-total                 | Sous-total            | 26          | 1           | -                     | -                     | -                              | 2                              | 0                              | 28    | 1     |
| 2014-2015             | FC Kaiserslautern (prêt)   | 2. Bundesliga         | 14          | 2           | 1                     | 0                     | -                              | -                              | -                              | 15    | 2     |
| Sous-total            | Sous-total                 | Sous-total            | 14          | 2           | 1                     | 0                     | -                              | -                              | -                              | 15    | 2     |
| 2015-2016             | Ajax Amsterdam             | Eredivisie            | 27          | 8           | 2                     | 0                     | C3                             | 6                              | 0                              | 35    | 8     |
| 2016-2017             | Ajax Amsterdam             | Eredivisie            | 29          | 3           | 1                     | 0                     | C1+C3                          | 3+15                           | 0+4                            | 48    | 7     |
| 2017-2018             | Ajax Amsterdam             | Eredivisie            | 13          | 1           | -                     | -                     | C1+C3                          | 2+2                            | 0+1                            | 17    | 2     |
| Sous-total            | Sous-total                 | Sous-total            | 69          | 12          | 3                     | 0                     | -                              | 28                             | 5                              | 100   | 17    |
| 2018-2019             | SSC Naples                 | Serie A               | 12          | 3           | 1                     | 0                     | C1+C3                          | 0+3                            | 0+0                            | 16    | 3     |
| 2019-2020             | SSC Naples                 | Serie A               | 9           | 1           | 1                     | 0                     | C1                             | 1                              | 0                              | 11    | 1     |
| Sous-total            | Sous-total                 | Sous-total            | 21          | 4           | 2                     | 0                     | -                              | 4                              | 0                              | 27    | 4     |
| 2020-2021             | Eintracht Francfort (prêt) | Bundesliga            | 26          | 3           | 1                     | 1                     | -                              | -                              | -                              | 27    | 4     |
| 2021-2022             | Eintracht Francfort (prêt) | Bundesliga            | -           | -           | 1                     | 0                     | C3                             | -                              | -                              | 1     | 0     |
| Sous-total            | Sous-total                 | Sous-total            | 26          | 3           | 2                     | 1                     | -                              | -                              | -                              | 28    | 4     |
| Total sur la carrière | Total sur la carrière      | Total sur la carrière | 156         | 22          | 8                     | 1                     | -                              | 34                             | 5                              | 198   | 28    |

### Buts en équipe nationale
| No | Date         | Stade, ville, pays                     | Adversaire  | Résultat | Compétition                                |
| -- | ------------ | -------------------------------------- | ----------- | -------- | ------------------------------------------ |
| 1  | 10 juin 2017 | Stadion Nürnberg, Nuremberg, Allemagne | Saint-Marin | V 7-0    | Qualifications pour la Coupe du monde 2018 |
| 2  | 29 juin 2017 | Stade olympique Ficht, Sotchi, Russie  | Mexique     | V 4-1    | Coupe des confédérations 2017              |